# Federico Marchetti
Federico Marchetti (* 7. Februar 1983 in Bassano del Grappa, Italien) ist ein italienischer Fußballtorwart.

## Karriere

### Verein
Marchetti begann seine Karriere in der Jugend von Bessica und wechselte später in die Jugendmannschaft des FC Turin. In der Saison 2001/02 wurde er in den Profikader des FC Turin aufgenommen, bestritt jedoch bis zum Saisonende kein einziges Pflichtspiel für die Turiner. Für die folgende Spielzeit verliehen ihn die Piemonteser zur US Pro Vercelli in die Serie C2, die vierthöchste italienische Spielklasse. Dort schaffte Marchetti sofort den Sprung in die Stammformation und absolvierte alle 34 Ligaspiele für Vercelli. Da er sich mit dem Verein nur auf dem 17. und damit zweitletzten Rang der Serie C2 platzierte, mussten noch zwei Playout-Partien gegen Calcio Mestre ausgetragen werden. In diesen gelang Vercelli mit zwei 1:0-Siegen der Klassenerhalt. Nach seiner Rückkehr nach Turin wurde der Torhüter wieder verliehen. Bei den zwei folgenden Stationen FC Crotone und FBC Treviso erhielt er keine Einsätze in Pflichtspielen und kehrte im Sommer 2004 abermals nach Turin zurück. Er debütierte am 16. Januar 2005 für den FC Turin in der Serie B, als er im Heimspiel gegen Treviso für den Verein zwischen den Pfosten stand. Das Spiel wurde mit 1:2 verloren und der Torwart wechselte anschließend erneut den Verein, als er auf Leihbasis zur US Pro Vercelli stieß, der er schon in der Saison 2002/03 leihweise angehört hatte. 
Er absolvierte noch 13 Ligaspiele für Vercelli und musste mit der Mannschaft erneut die Playout-Spiele um den Klassenerhalt in der Serie C2 bestreiten. In zwei Partien wurde die AC Palazzolo besiegt und der Ligaerhalt erneut sichergestellt. Nachdem sich der Torwart beim FC Turin abermals nicht für die erste Mannschaft empfehlen konnte, spielte er die Saison 2005/06 bei der AS Biellese. Die Saison verlief wieder enttäuschend, die Mannschaft belegte den 16. Rang und schaffte erst in zwei Playout-Partien gegen Calcio Portogruaro-Summaga den Klassenerhalt. Im Sommer 2006 löste der Torhüter seinen Vertrag beim FC Turin auf und unterschrieb beim Zweitligisten UC AlbinoLeffe einen Vertrag. In seiner ersten Saison in Albino konnte er sich noch keinen Stammplatz erspielen und erhielt 13 Einsätze in der Serie B. 
In der darauffolgenden Spielzeit 2007/08 zeigte er sich stark verbessert und erhielt in 32 Ligaspielen nur 28 Gegentreffer. Mit dem vierten Rang in der Serie B durfte Marchetti mit AlbinoLeffe um den Aufstieg in die Serie A mitspielen und unterlag erst in den Finalspielen gegen US Lecce, nachdem zuvor Brescia Calcio besiegt werden konnte. 
Für die Saison 2008/09 wurde er auf Leihbasis vom Serie-A-Verein Cagliari Calcio verpflichtet. Er beendete die Spielzeit mit Cagliari auf dem 9. Rang und platzierte sich damit vor dem Pokalsieger Lazio Rom und dem SSC Neapel. Im Sommer 2009 verpflichtete ihn der Verein Cagliari Calcio endgültig von AlbinoLeffe, und Marchetti unterschrieb bei den Sarden einen Vertrag bis Ende Juni 2011. Er erspielte sich bei Cagliari einen Stammplatz und setzte sich gegen seine Konkurrenten Cristiano Lupatelli, Michael Agazzi und Mauro Vigorito durch.
Im Juli 2011 gab Lazio Rom die Verpflichtung von Marchetti bekannt. Bei den Römern konnte er sich sofort einen Stammplatz sichern und wurde in den folgenden Jahren mit einigen starken Vorstellungen zu einem Leistungsträger. Mit den „Biancocelesti“ feierte er 2013 den Sieg in der Coppa Italia.

### Nationalmannschaft
Nachdem Marchetti nie für eine italienische Jugendnationalmannschaft berücksichtigt worden war, debütierte er am 6. Juni 2009 unter Nationaltrainer Marcello Lippi im Freundschaftsspiel gegen Nordirland für die italienische Fußballnationalmannschaft. Er blieb beim 3:0-Sieg über die Nordiren ohne Gegentreffer. Im Jahr 2009 bestritt er noch zwei weitere Partien für Italien. Er stand auch im freundschaftlichen Länderspiel am 3. März 2010 gegen Kamerun zwischen den Pfosten und blieb erneut ohne Gegentreffer.
Bei der Fußball-Weltmeisterschaft 2010 in Südafrika wurde er am 14. Juni 2010 zur Halbzeit des ersten Gruppenspieles der Italiener gegen Paraguay für den verletzten Stammtorhüter Gianluigi Buffon eingewechselt. Das Spiel endete 1:1, jedoch blieb Marchetti ohne Gegentor. Auch in den weiteren Gruppenspielen gegen Neuseeland und die Slowakei vertrat er Buffon, man schied allerdings in der Vorrunde aus.
Nachdem Cesare Prandelli die Nachfolge Lippis nach der desaströsen WM antrat, wurde Marchetti nicht weiter berücksichtigt. Prandelli setzte für die Position der Ersatztorhüter hinter Gianluigi Buffon eher auf die jüngeren Sirigu und Viviano. Erst zum Freundschaftsspiel Italiens gegen die Niederlande im Februar 2013 wurde Marchetti aufgrund seiner guten Leistungen, die er, inzwischen bei Lazio Rom spielend zeigte, wieder nominiert. Er blieb allerdings ohne Einsatz.
Von Juni bis November 2013 absolvierte Marchetti noch drei weitere Länderspiele, kam danach jedoch nicht mehr zum Einsatz. Nachdem er über zwei Jahre nur einmal wegen des verletzungsbedingten Ausfalles von Mattia Perin nominiert wurde, wurde er bei der Fußball-Europameisterschaft 2016 in Frankreich wieder als zweiter Ersatztorhüter in das italienische Aufgebot aufgenommen. Am Ende war er der einzige Spieler des gesamten Kaders, der nicht eingesetzt wurde. Seine letzte Nominierung für die Squadra Azzurra erfolgte im August 2016.

## Erfolge
- Coppa-Italia-Sieger: 2012/13
- Dritter des Confed-Cups: 2013
- Italienischer Supercupsieger: 2017